# Oberdorf (Basilea)
Oberdorf es una comuna suiza del cantón de Basilea-Campiña, situada en el distrito de Waldenburgo. Limita al norte con la comuna de Niederdorf, al este con Bennwil, al sureste con Langenbruck, al sur con Waldenburg, y al oeste con Liedertswil y Titterten.

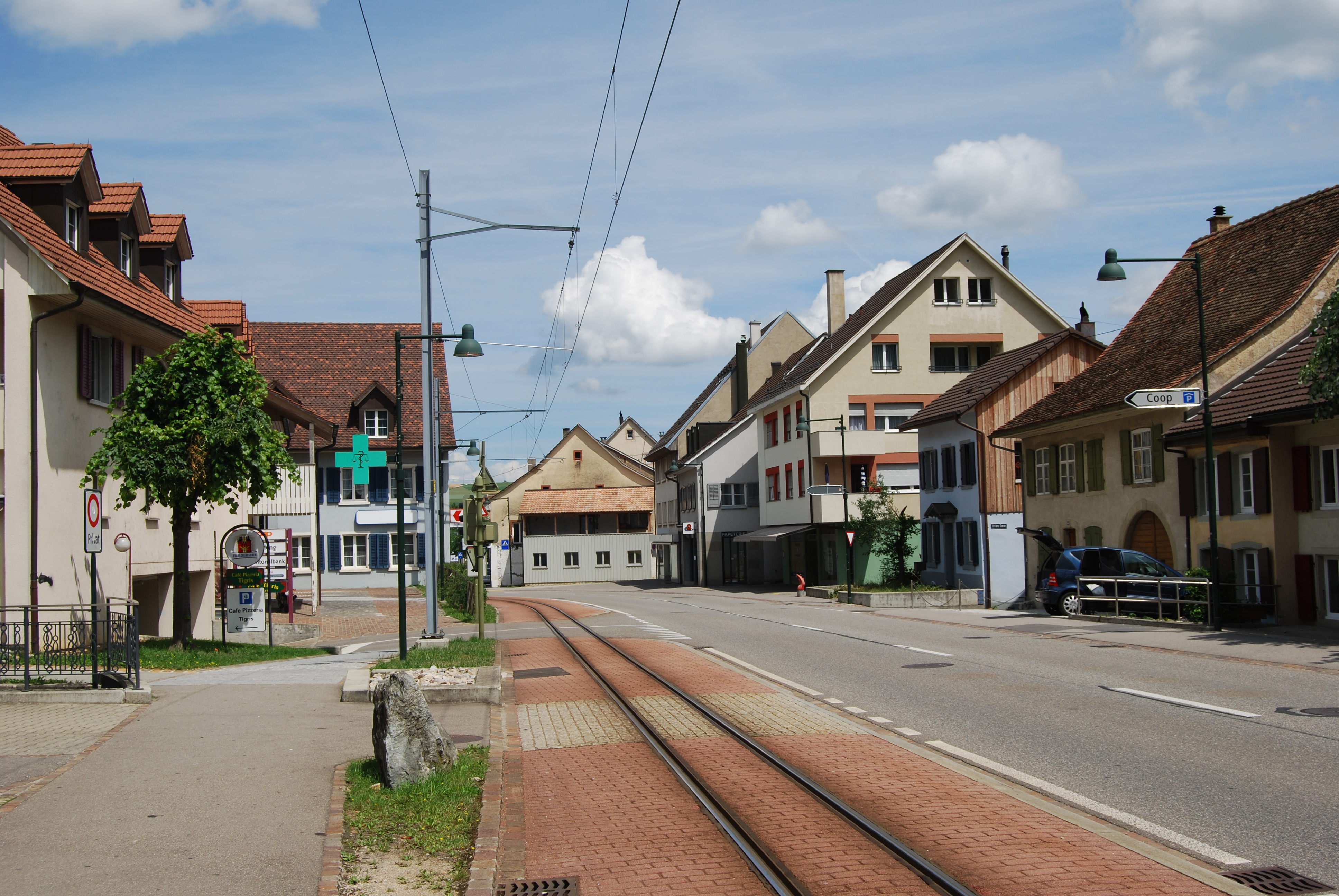
Oberdorf